# Rue Compans
Pour les articles homonymes, voir Rue du Général-Jean-Compans.
La rue Compans est une voie du 19e arrondissement de Paris, en France.

## Situation et accès

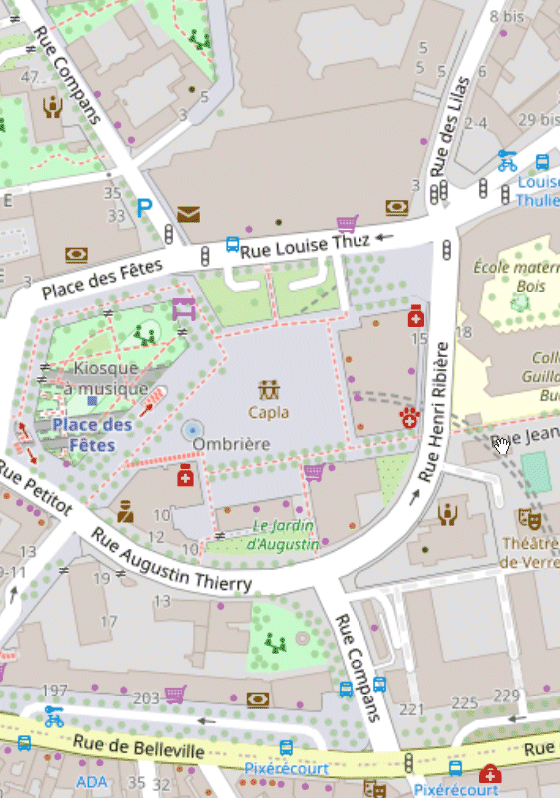
La rue Compans possède la particularité, avec la rue du Pré-Saint-Gervais, de s'arrêter lors de la traversée de la place des Fêtes.

La rue Compans est une voie publique en pente (de 111 m d'altitude à 70 m) située dans le 19e arrondissement de Paris.

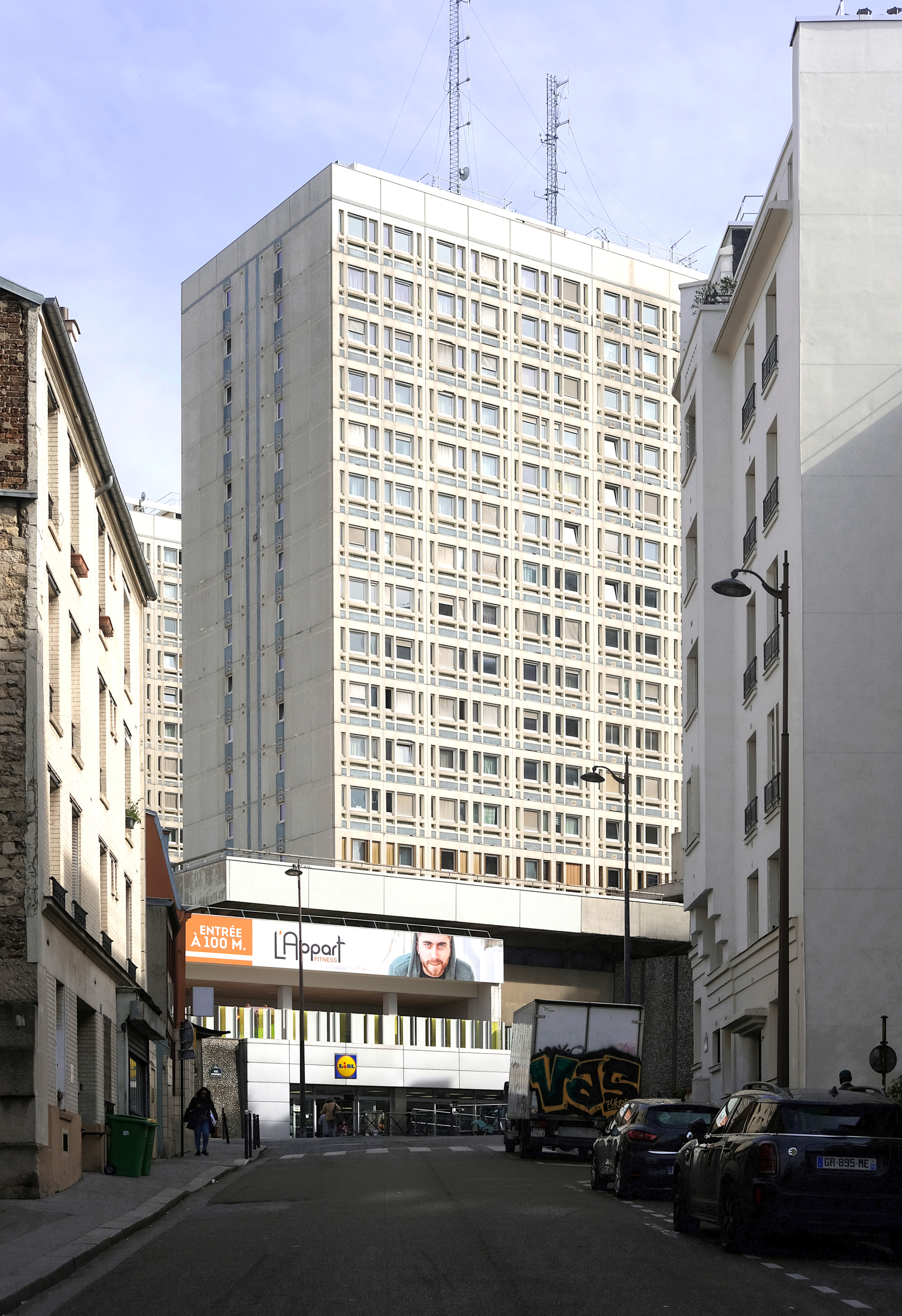
Vers la rue de Bellevue, sens montant.
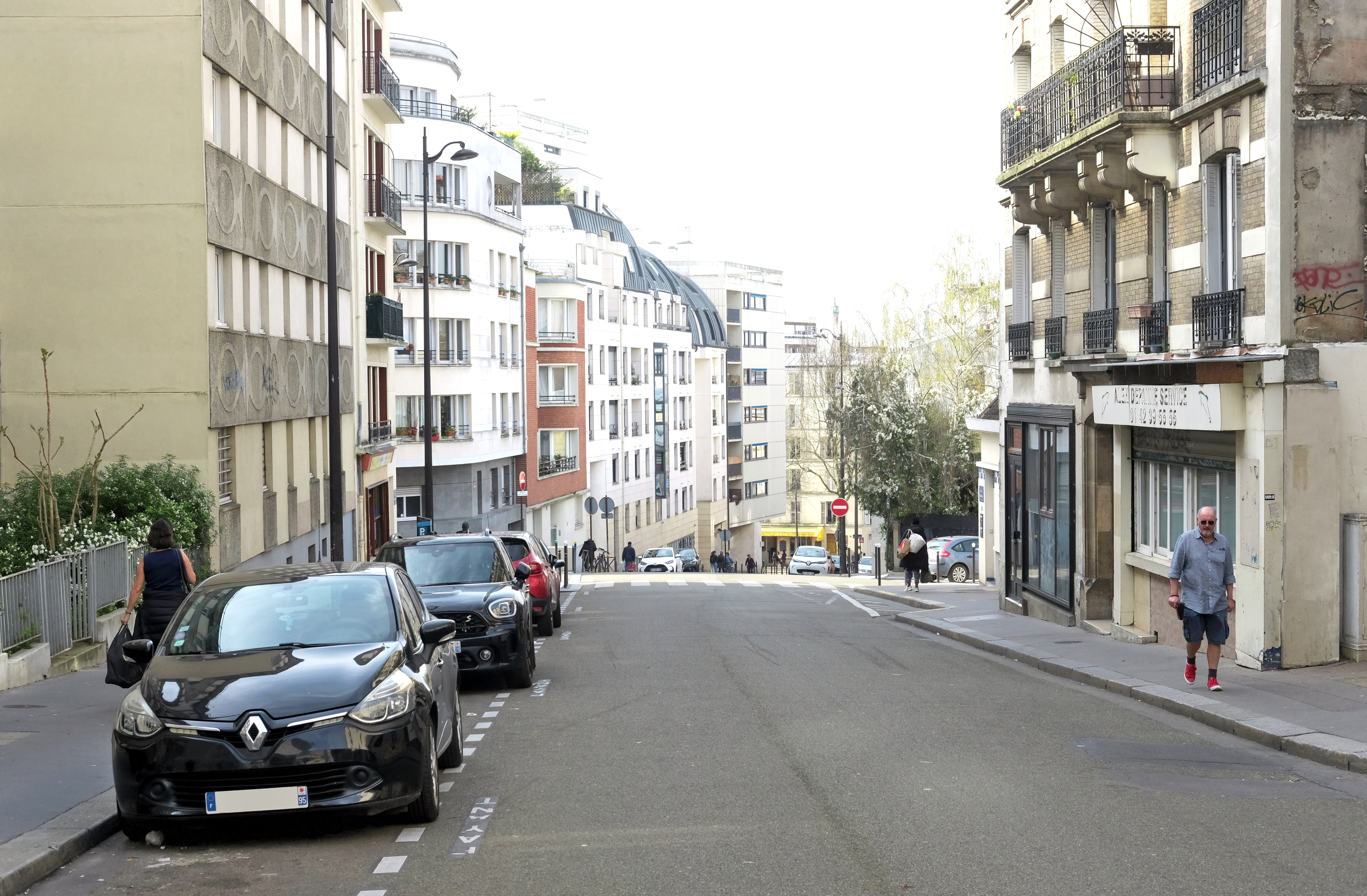
Vers la rue des Mignottes, sens descendant.
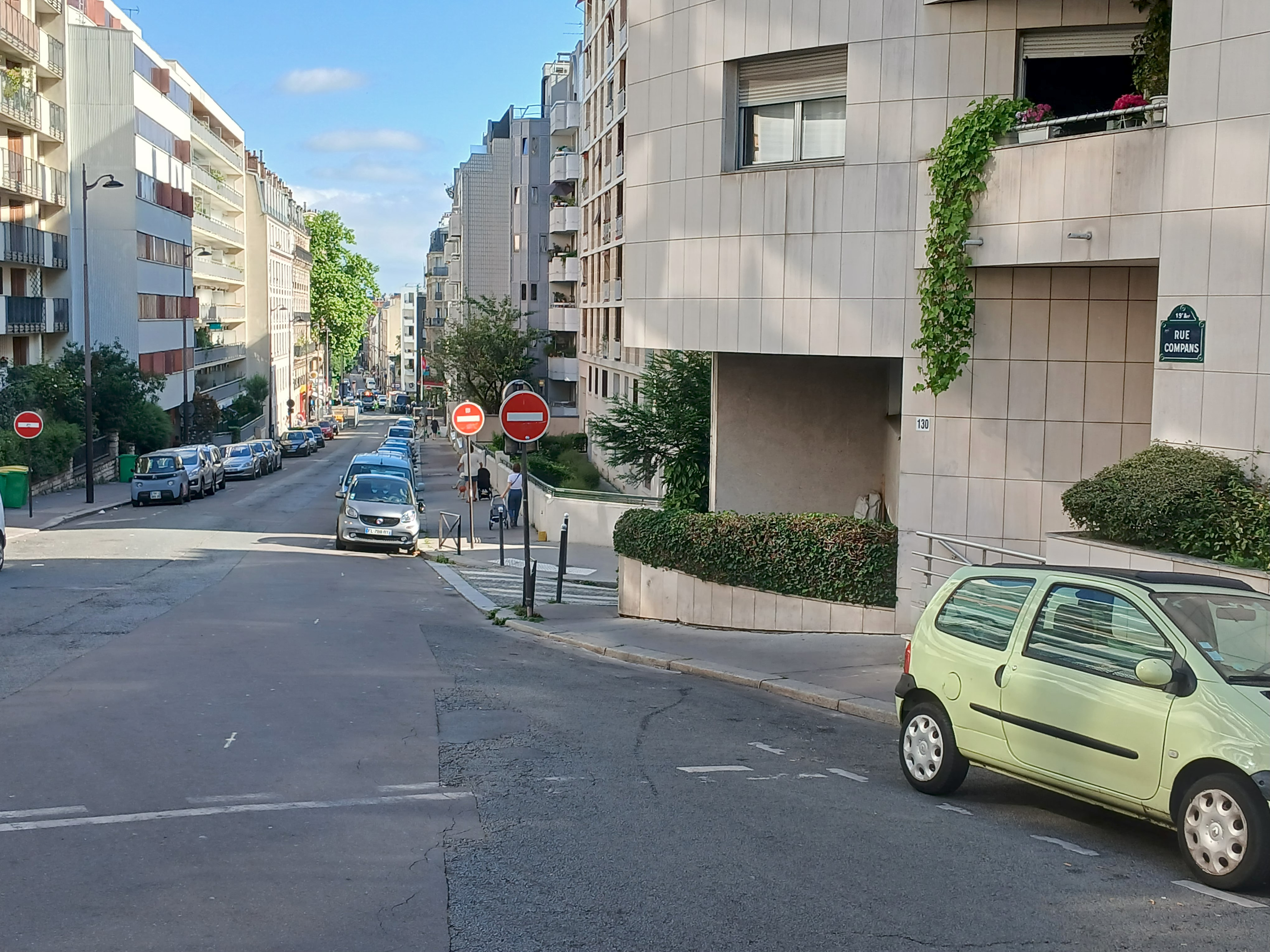
Jonction de la rue avec la rue d'Hautpoul

Elle débute au 213-221, rue de Belleville et se termine aux 18, rue d'Hautpoul et 2, impasse Grimaud.

## Origine du nom
Cette rue doit son nom au général Compans (1769-1845), défenseur du quartier en 1814.

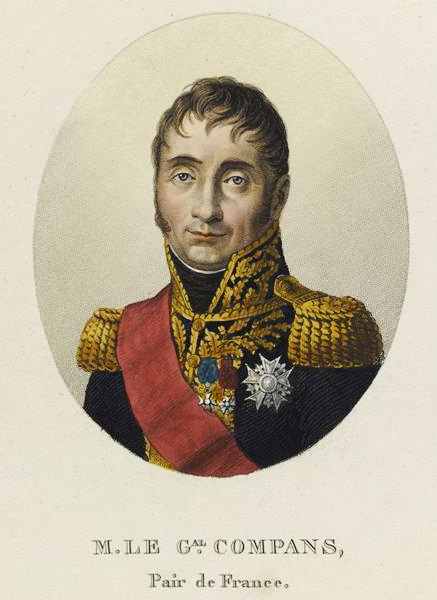
Portrait du général Compans.
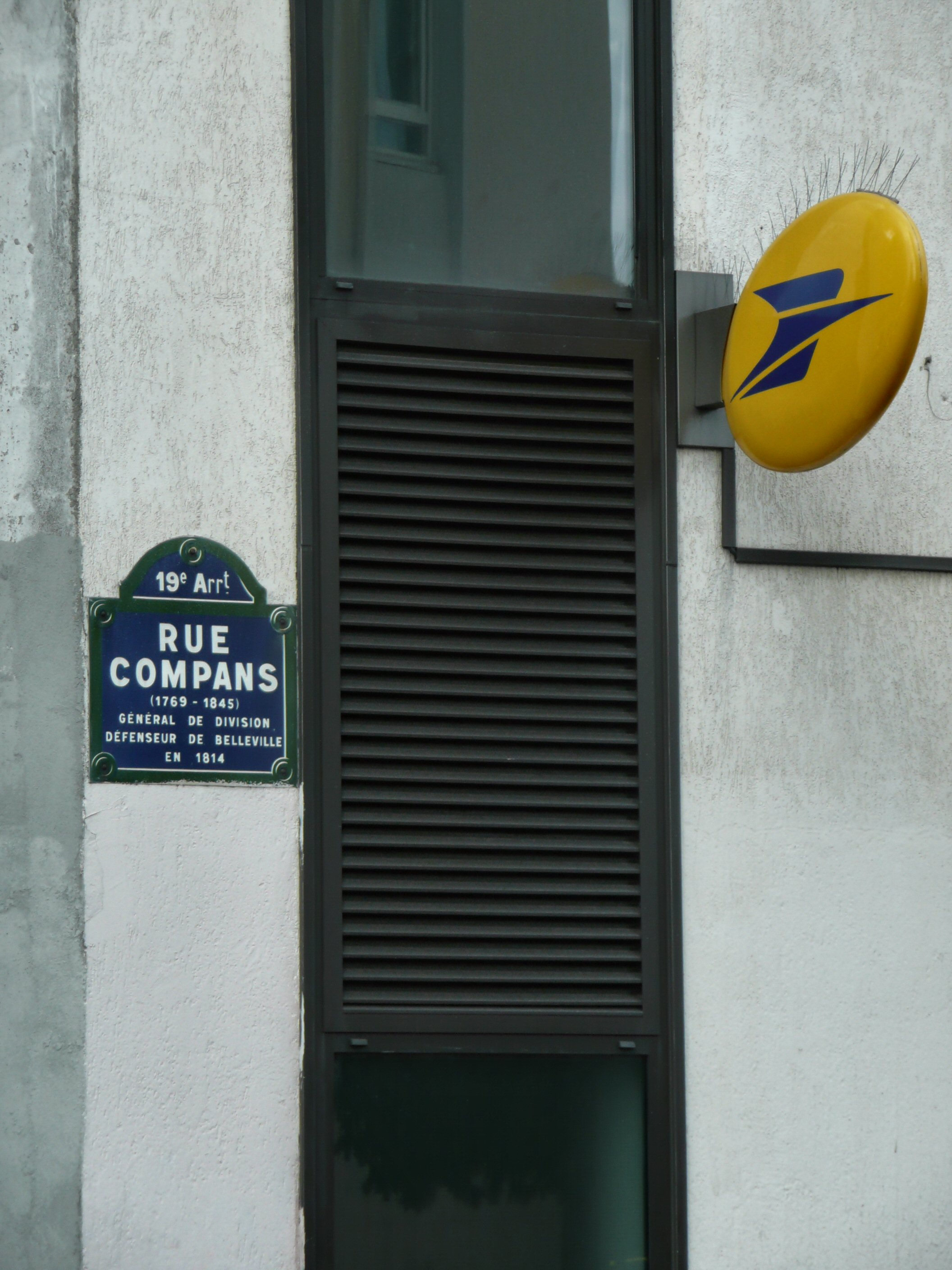
Plaque de rue de la rue Compans.

## Historique
Cette rue de l'ancienne commune de Belleville, qui apparaît sur le plan de Roussel de 1730, s'est appelée « rue Saint-Denis », et a pris ensuite le nom de « rue de l'Indivisibilité » sous la Révolution. Elle s'arrêtait alors à la rue des Fêtes.
Prolongée en 1843 jusqu'à la rue d'Hautpoul, elle prend son nom actuel en 1864.

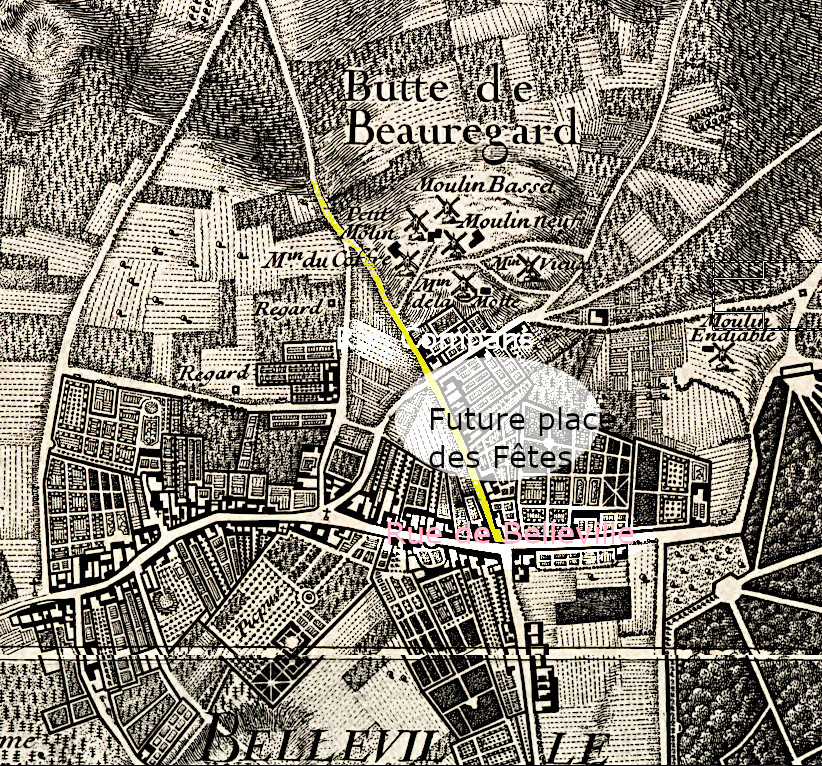
La rue Compans (en jaune) sur le plan de Roussel (1730).
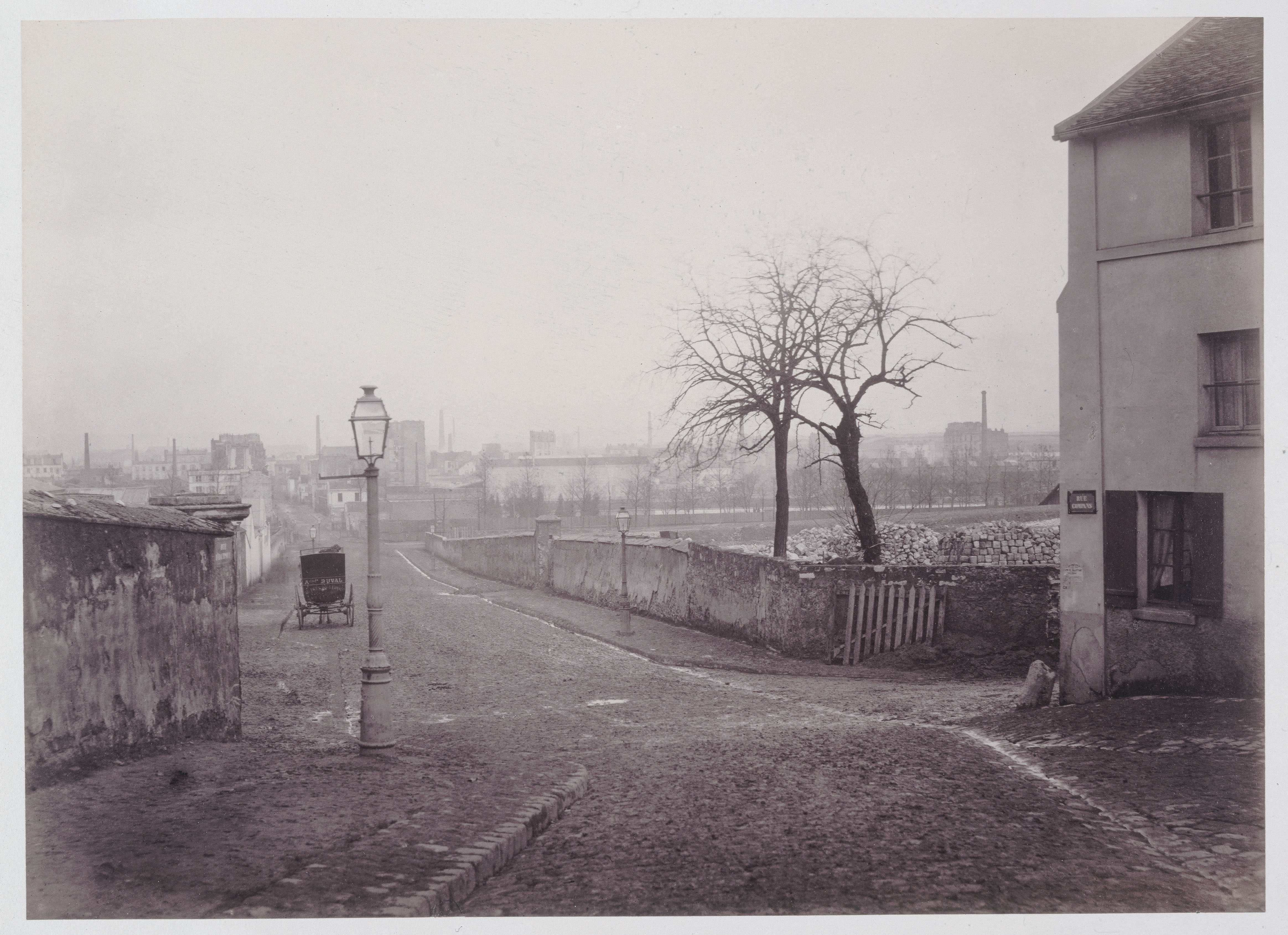
La rue Compans (à droite) à sa jonction avec la rue d'Hautpoul (Charles Marville, 1877).
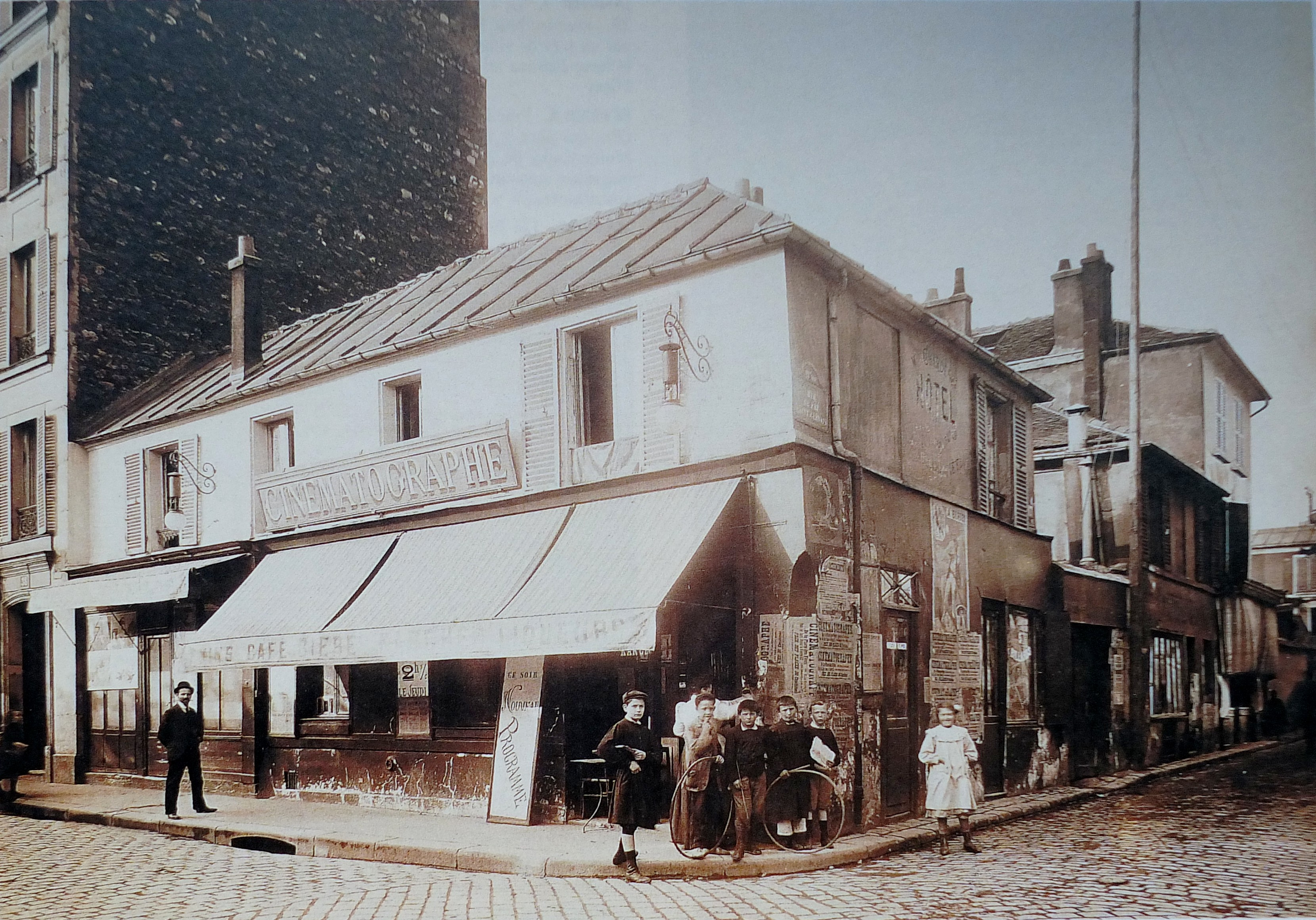
Un café-cinématographe au coin des rues Compans et du Pré-Saint-Gervais, vers 1910 (place des Fêtes actuelle).

## Lieux remarquables
- Après le no 1 se situe le jardin du Regard-de-la-Lanterne.
- La rue reprend aux niveau des No 33 et 40 de l'autre côté de la Place des fêtes.
- No 39 : square Compans.
- Après le no 58 : accès au square Eugénie-Cotton.
- No 97 : c'est à cette adresse que Lucien Fontanarosa, artiste peintre et prix de Rome, ouvre son troisième atelier en 1939.

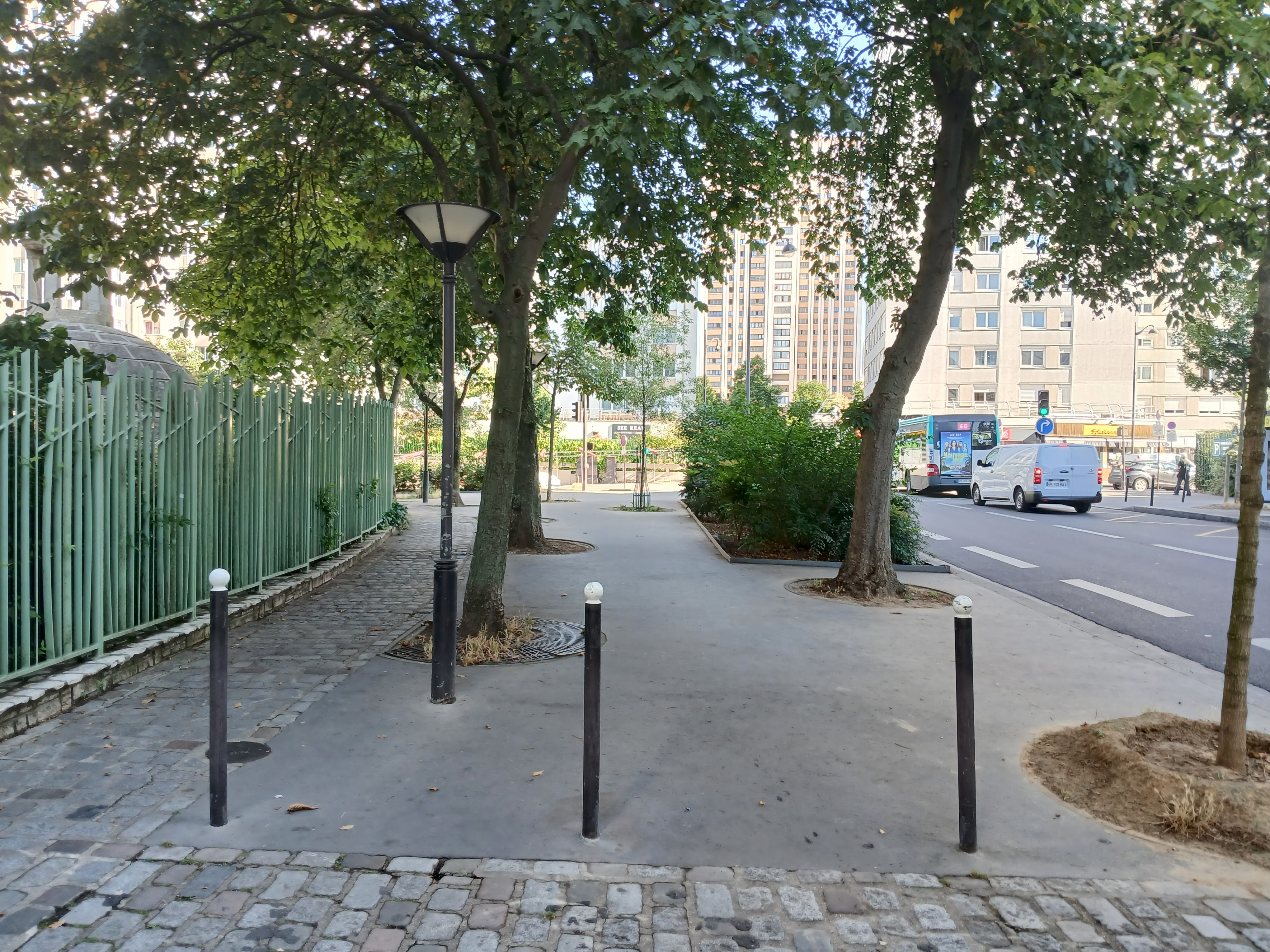
Première partie de la rue, avec le Regard-de-la-Lanterne à gauche.
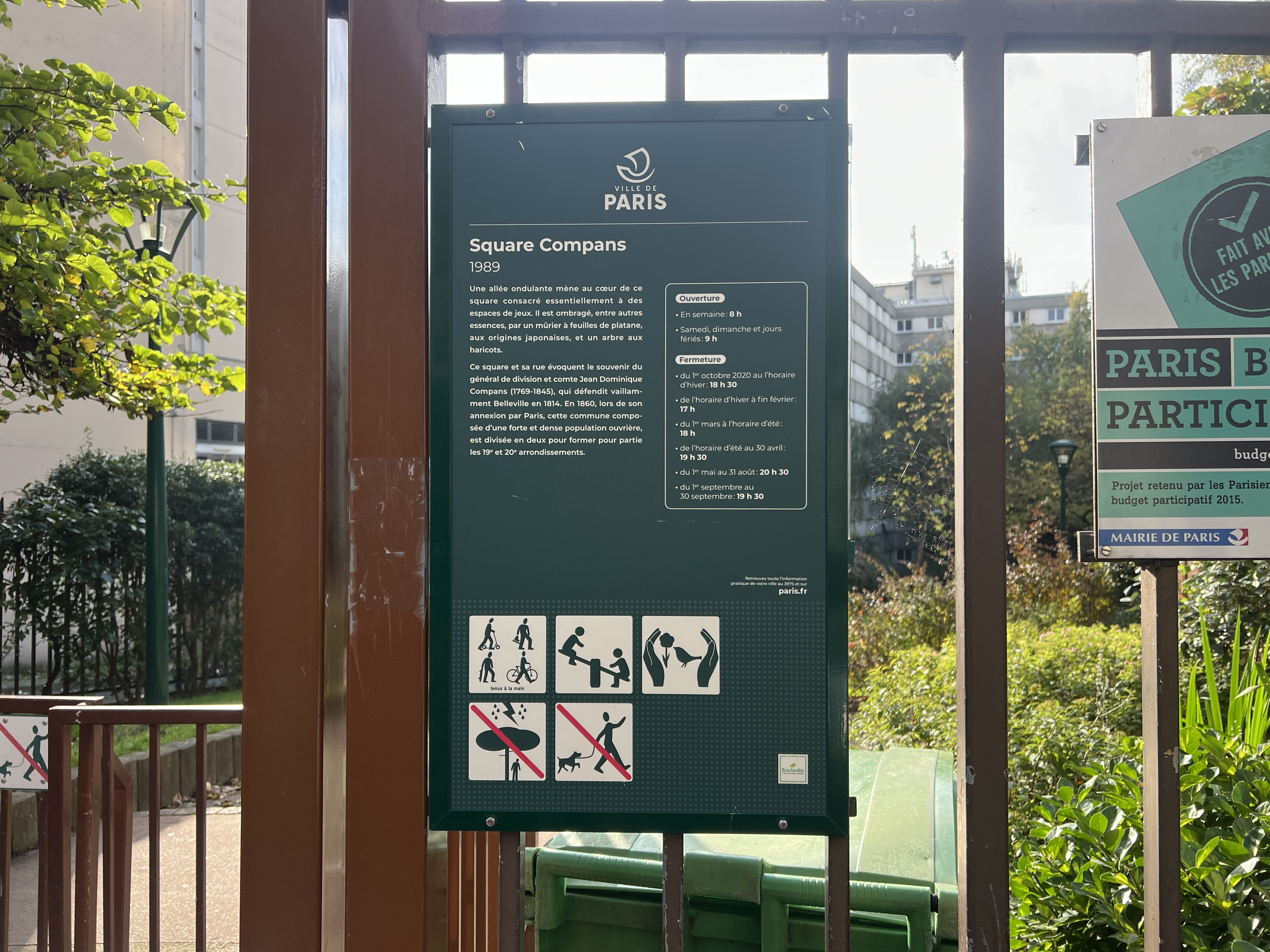
Entrée du square Compans.
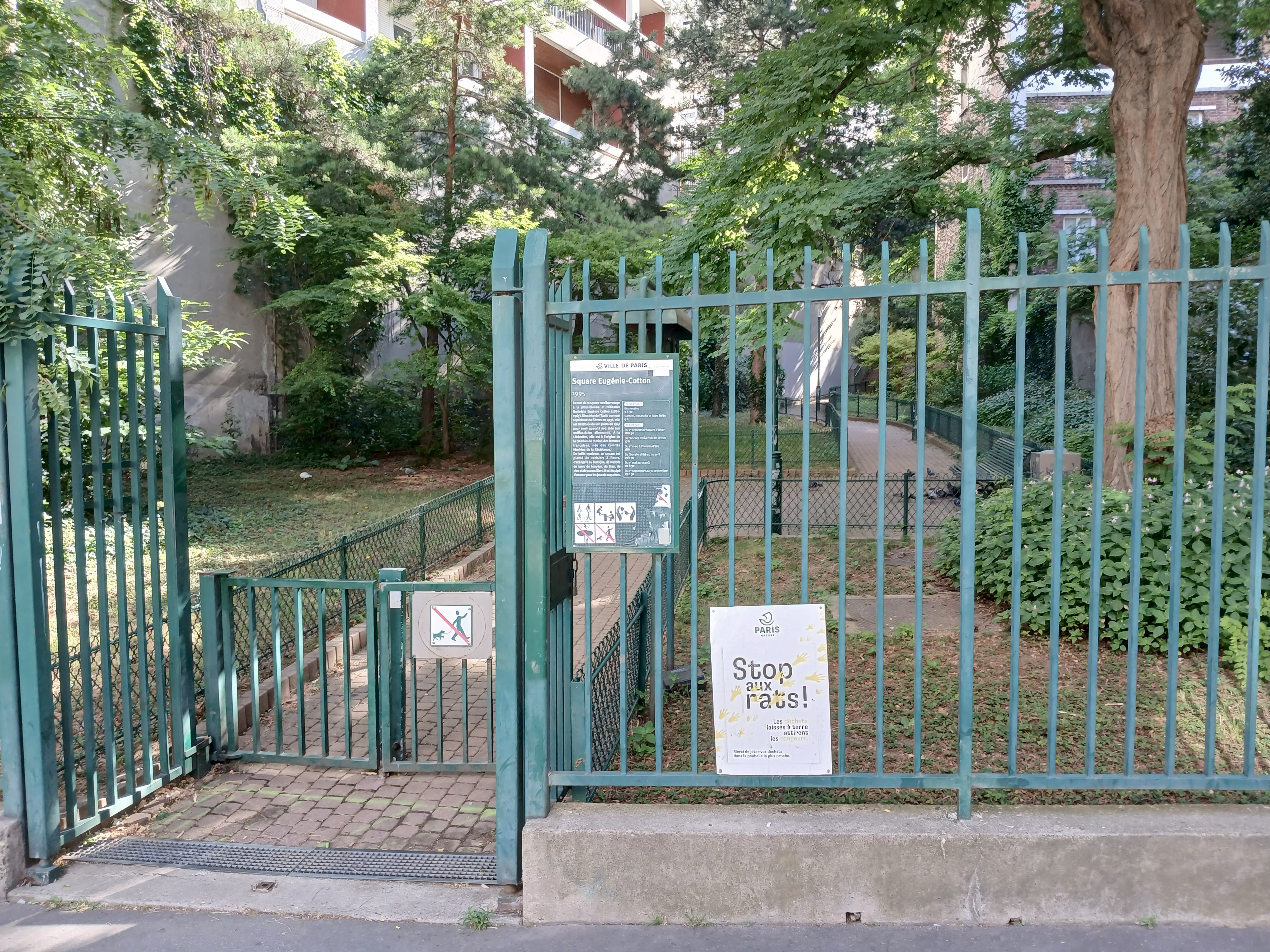
Entrée du square Eugénie-Cotton.
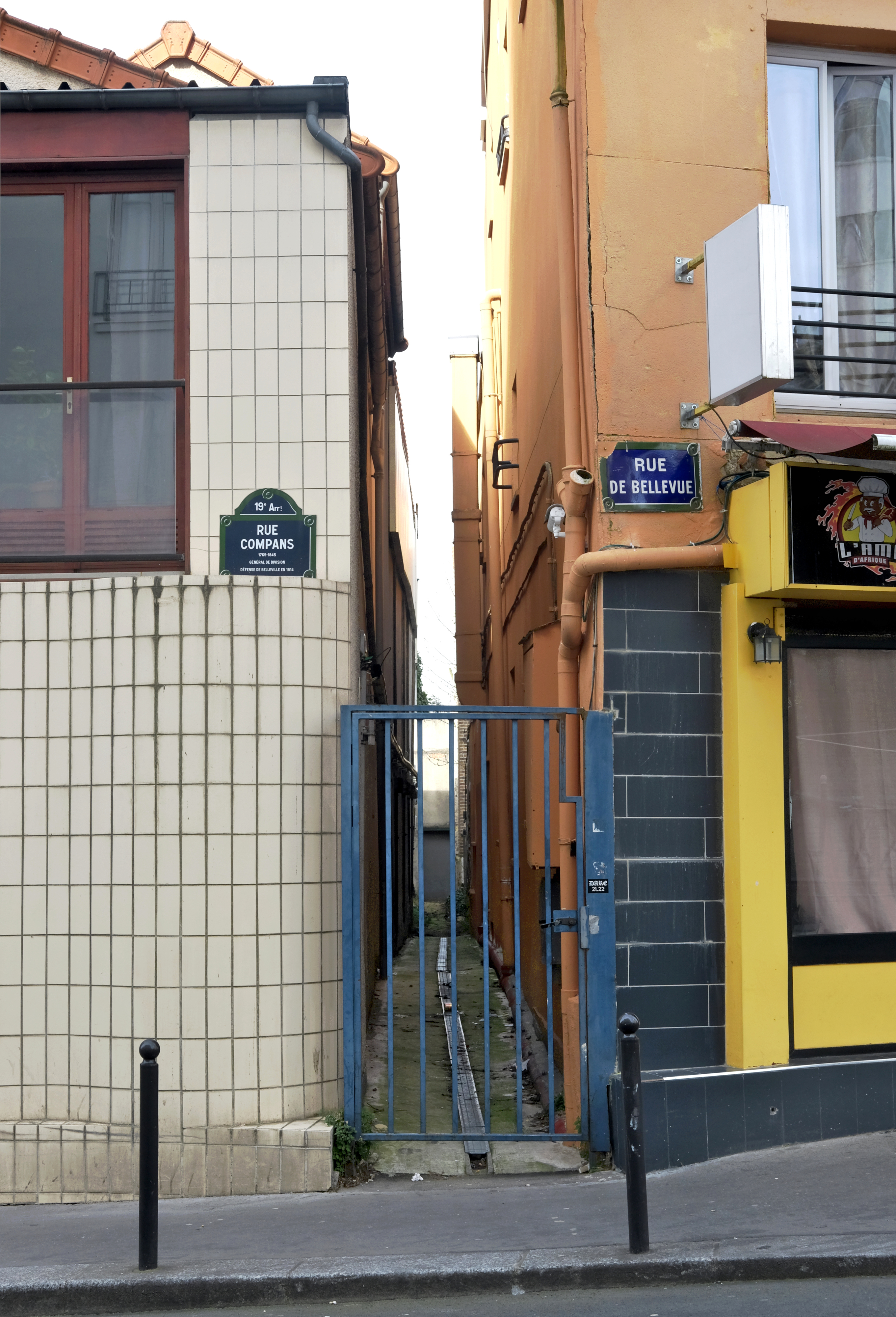
Voie U/19, entre le 1, rue de Bellevue, et le 74, rue Compans.
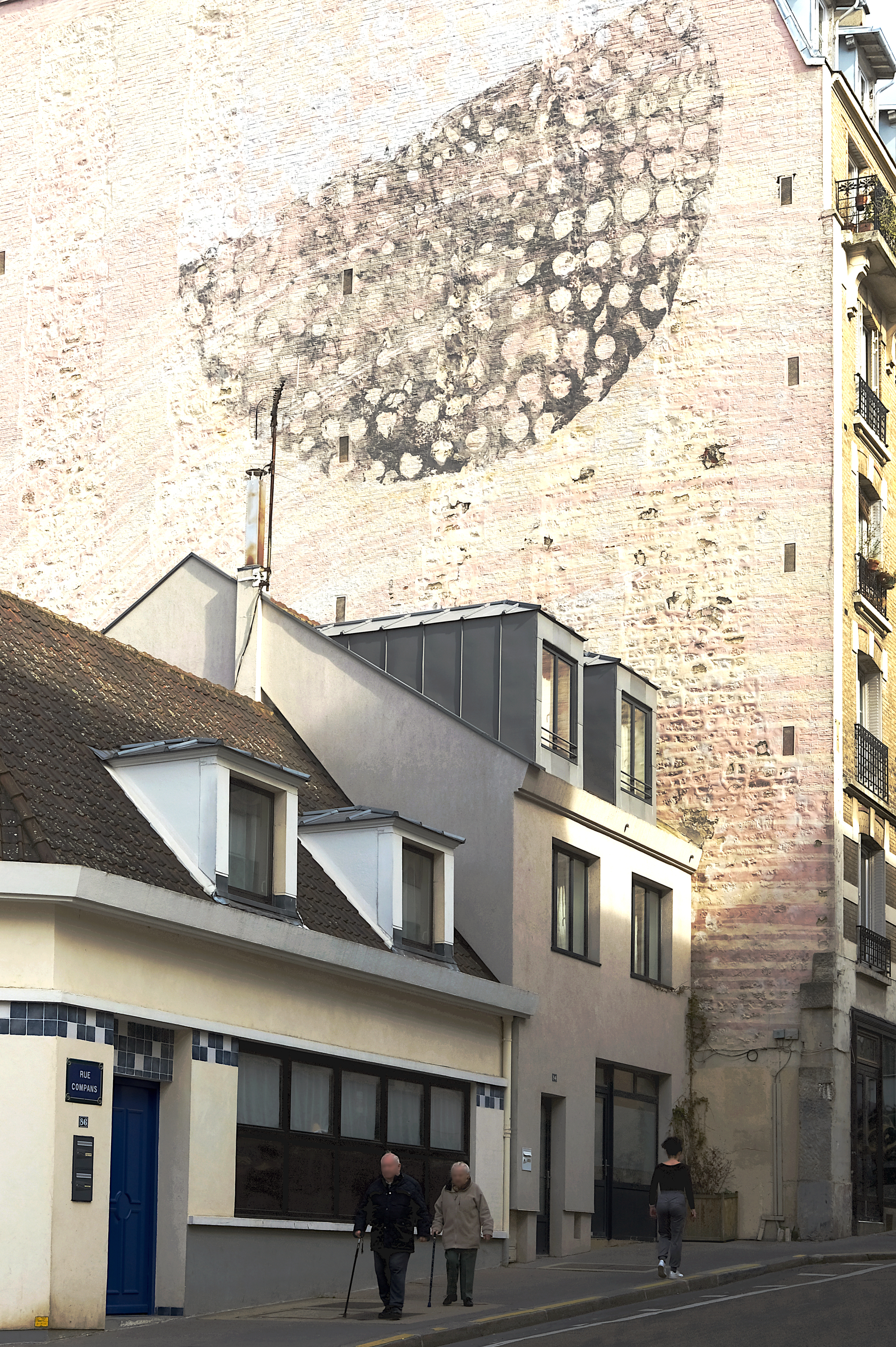
Fresque murale.